# Steve Ballmer
Steven Anthony "Steve" Ballmer, född 24 mars 1956 i Detroit, Michigan, är en amerikansk företagsledare, tidigare vd för Microsoft mellan 2000 och 2014. Direkt efter sin tjänst i Microsoft köpte Steve Ballmer NBA-klubben Los Angeles Clippers för cirka 2 miljarder amerikanska dollar. Ballmer är Microsofts största enskilda aktieägare, hans andel i företaget är ungefär 5 %. Enligt tidningen Forbes är han den 9:e rikaste personen i världen med en förmögenhet på 130 miljarder dollar.